# Miguel Aceves Mejía
Miguel Aceves Mejía (13 Novembro 1915 – 6 Novembro 2006), ou "o Rei do falsete" como era popularmente conhecido, nasceu em El Paso, Texas, e foi registrado em Ciudad Juárez no estado de Chihuahua. Tornou-se uma estrela popular do  filme mexicano durante sua época de ouro e foi amplamente considerado por suas interpretações de vários gêneros musicais mexicanos, especialmente a ranchera.
Originalmente parte de uma companhia de teatro itinerante, Aceves começou a gravar pela primeira vez em 1938 com o trio  Los Porteños . No início de sua carreira interpretou principalmente ritmos boleros e afro-cubanos. Durante sua carreira, ele gravou mais de 1600 canções em 140 discos e estrelou em 64 filmes.
Foi um dos três maiores de todos os tempos com os seus queridos amigos Pedro Infante e Jorge Negrete. Foi o primeiro cantor folclórico mexicano a viajar pelo continente americano em turnês mundiais, acompanhado pelo Mariachi Vargas de Tecalitlán. Sua fama o levou em uma turnê pela Espanha, onde filmou dois filmes com a grande atriz e cantora La Faraona Lola Flores.
Após a ascensão à popularidade do cantor ranchera nascido em Jalisco, David Záizar. O status de Mejía como "o rei do falsete" foi dado a Záizar pelo público.
Em 1945, Aceves passou a dedicar-se exclusivamente ao canto e, após as mortes de Pedro Infante e Jorge Negrete aventurou-se no mundo do cinema.
Em 1959 ele apareceu na produção cinematográfica Argentino-Mexicana  Amor se dice cantando .
Aceves morreu poucos dias antes de seu 91º aniversário, em 6 de novembro de 2006 na Cidade do México. Como é tradição no México, seu corpo jaz sob a rotunda do Palacio de Bellas Artes as capital mexicana. Esta homenagem é reservada apenas às maiores figuras mexicanas das artes e letras.

## Filmografia
- Los apuros de dos gallos (1963)
- Dos gallos y dos gallinas (1963)
- Los valientes no mueren (1962)
- Camino de la horca (1962)
- Si yo fuera millonario (1962)
- El asesino enmascarado (1962)
- El rey de la pistola (1962)
- Los cinco halcones (1962)
- Asesinos de la lucha libre (1962)
- Martín Santos el llanero (1962)
- Viva chihuahua (1961 film)|Viva Chihuahua (1961)
- ¿Dónde estás, corazón? (film)|¿Dónde estás, corazón (1961)
- El Buena Suerte (1961)
- Paloma brava (film)|Paloma brava (1961)
- Los fanfarrones (1960)
- Bala perdida (1960)[carece de fontes?]
- ¡Viva quien sabe querer! (1960)
- Las canciones Unidas (1960)
- Viva la parranda (1960)
- Three Black Angels (1960)
- Me importa poco (1960)
- Dos tipos con suerte (1960)
- El ciclón (1959)
- Échame la culpa (film)|Échame la culpa (1959)
- Mi niño, mi caballo y yo (1959)
- El cariñoso (1959)
- Amor se dice cantando (1959)
- Bajo el cielo de México (1958)
- Sabrás que te quiero (1958)
- Música de siempre (1958)
- Música en la noche (1958)
- Guitarras de medianoche (1958)
- Tú y la mentira (1958)
- Cuatro copas (1958)
- La feria de San Marcos (1958)
- El gallo colorado (1957)
- Mal de amores (1957)
- Hay ángeles con espuelas (1957)
- Que me toquen las golondrinas (1957)
- ¡Que seas feliz! (1956)
- Historia de un amor (film)|Historia de un amor (1956)
- Limosna de amores (1955)
- To the Four Winds (1955)
- El águila negra en 'El vengador solitario' (1954)
- Camelia (1954 film)|Camelia (1954)
- El asesino enmascarado (1953)
- La mentira (1952 film)|La mentira (1952)
- Cartas a Ufemia (1952)
- We Maids (1951)
- Ella y Yo (film)|Ella y yo (1951)
- Por querer a una mujer (1951)
- Donde nacen los pobres (1950)
- De pecado en pecado (1948)
- Pecadora (film)|Pecadora (1947)
- Rancho Alegre (film)|Rancho Alegre]] (1941)